# Condado de Lee (Carolina do Norte)
O Condado de Lee é um dos 100 condados do estado americano da Carolina do Norte. A sede do condado é Sanford, e sua maior cidade é Sanford. O condado possui uma área de 672 km² (dos quais 5 km² estão cobertos por água), uma população de 49 040 habitantes, e uma densidade populacional de 74 hab/km² (segundo o censo nacional de 2000). O condado foi fundado em 1907.